# Tiësto's Club Life
Tiësto's Club Life è uno show settimanale di DJ Tiësto trasmesso da una delle più celebri stazioni radio olandesi: Radio 538. Lo show è stato trasmesso per la prima volta il 6 aprile 2007 e va in onda ogni venerdì sera dalle 22:00 alla mezzanotte. Inizialmente lo show si chiamava "Club Nouveau", ma dopo i primi cinque episodi fu rinominato in "Club Life".
Lo show è diviso in due parti, la prima ora con il mix di varie hit correnti mentre nella seconda ora Tiësto presenta tutti i generi: dalla minimal alla house, e la trance. Lo show offre anche delle versioni esclusive pubblicate dalla sua stessa etichetta, la Black Hole Recordings. La podcast gratuita è pubblicata il lunedì seguente allo stesso modo su iTunes e su Zune Marketplace senza i 15 Minutes of Fame.
In Italia viene mandata in onda il martedì sera a mezzanotte sull'emittente radio m2o.

## Contenuti

### Tiësto's Classic
Tiësto seleziona le tracce che pensa siano degne di nota nel mondo della trance.

### 15 Minutes of Fame
Inclusi nella seconda ora, dove Tiësto dà la possibilità ai futuri dj di avere i loro 15 minuti di fama.

## Episodi speciali
- Episodio 004: Prima ora di Tiësto Live @ Alexandra Palace - Londra (20-04-2007).
- Episodio 008: Prima ora di Tiësto Live @ King's Hall - Belfast (31-03-2007).
- Episodio 013: Prima ora di Tiësto Live @ The Point (Point Theatre) - Dublino, Irlanda (16-06-2007).
- Episodio 017: Prima ora di Tiësto Live @ Expo Center - Kiev, Ucraina (23-06-07).
- Episodio 023: In Search of Sunrise 6 special.
- Episodio 039: End of the Year 2007 Mix.
- Episodio 062: In Search of Sunrise 7 special.
- Episodio 063: In Search of Sunrise Series special (parte 2).
- Episodio 078: Prima ora di Tiësto Live @ Mysteryland - Haarlemmermeer, Paesi Bassi (23-08-2008).
- Episodio 079: Seconda ora di Tiësto Live @ Mysteryland - Haarlemmermeer, Paesi Bassi (23-08-2008).
- Episodio 082: Tiësto Live @ Privilege Ibiza (prima ora dalla festa di chiusura del Privilege)  - San Rafael, Ibiza, Spagna (22-09-2008).
- Episodio 083: Tiësto Live @ Privilege Ibiza (seconda ora dalla festa di chiusura del Privilege) - San Rafael, Ibiza, Spagna (22-09-2008).
- Episodio 084: Black Hole Recordings special.
- Episodio 091 (Parte 1): End of the Year 2008 mix.
- Episodio 091 (Parte 2): End of the Year 2008 mix, parte 2.
- Episodio 100: 100th Episode - Fan's Choice
- Episodio 111: 1 Hour Live @ Queensday Museumplein Amsterdam NL (30-04-2009)
- Episodio 129: Live from Creamfields 2009
- Episodio 144: Fan's Favorite Tracks of 2009

## Premi
- (2009) IDMA Awards Miami: Best Podcast

## Orari
- 10 p.m. - Paesi Bassi, Germania, Francia, Polonia e Repubblica Ceca
- 9 p.m. - Regno Unito
- 4 p.m. - Stati Uniti orientali (GMT -5), Sud America e Caraibi
- 3 p.m. - Stati Uniti centrali (GMT -6)
- 2 p.m. - Montagne rocciose Stati Uniti (GMT -7)
- 1 p.m. - Stati Uniti occidentali (GMT -8)